# Euxoa yarkenda
Euxoa yarkenda är en fjärilsart som beskrevs av Corti 1932. Euxoa yarkenda ingår i släktet Euxoa och familjen nattflyn. Inga underarter finns listade i Catalogue of Life.